# Škofija Ptuj
Škofija Ptuj, ali tudi Škofija Poetovio (latinsko Dioecesis Poetoviensis), je naslovna škofija ter nekdanja škofija Rimskega cesarstva. Je edina naslovna škofija na območju današnje Slovenije.

## Zgodovina
Rimsko mesto Poetovio je bil škofijski sedež v provinci Norik in je bil sufragan Oglejskemu patriarhatu. Škofje, ki so delovali v Poetoviji, so bili:
- Viktorin Ptujski (2. polovica 3. stoletja – 2. november 303), prvi poimensko omenjeni poetovijski škof, umrl mučeniške smrti med Dioklecijanovimi preganjanji, svetnik in cerkveni oče.
- Aprijan, omenjen 343/344 v Pismu Atanazija Velikega, ki ga je poslal iz koncila v Sardici Cerkvi v Mareoti v Egiptu.[1]
- Marko, omenjen 377, ki so ga pregnali Gotje, ki so bili arijanci in so umestili sebi naklonjenega škofa Julija Valensa.

- Julij Valens, arijanski škof, po rodu iz Poetovia, je bil po kratkem škofovanju vsled odpora pravoverne večine izgnan. Zaradi tega je mesto izdal Gotom, ki so ga leta 378 tudi osvojili in oplenili. Ko je cesar Gracijan leta 380 Gote premagal, je Valens pobegnil v Italijo, kjer je posvečeval arijanske škofe in duhovnike. Večinoma je deloval v Milanu. Leta 381 je bil na oglejskem koncilu pod predsedstvom Ambroža Milanskega zaradi krivoverstva obsojen in izobčen.

- Marko (drugič) je bil na Oglejskem koncilu ponovno potrjen za poetovijskega škofa. Ambrož ga v svojem pismu imenuje »sveti mož Marko, duhovnik častitljivega spomina« (»sancto viro Marco admirabilis memoriae sacerdoti«).[2] Njegov naslednik ni znan, po navedbah Jurija Hauptmana, vikarja v Hajdini, naj bi po Markovi smrti škofijo soupravljal emonski škof Cest. Kakor navaja sveti Hieronim (glej navedke v članku Stridon), so se že vsaj desetletje pred tem začela pogosta pustošenja raznih barbarskih plemen, ki so se nadaljevala v 5. stoletje. Posebno hud je bil vdor Hunov leta 452 iz Ogrskega. Nekoliko bolj stabilen mir je nastopil, ko je Narzes (478–573), general cesarja Justinijana I., v dveh bitkah porazil Gote. V tem času se omenja kot škof Vigilij.
- Vigilij, zadnji poimensko znani poetovijski škof, omenjen 557 v aktih oglejskega koncila, ki se je odvil leta 558.

Glede na ohranjene podatke je razvidno, da je poetovijska škofija obstajala približno 300 let.

## Naslovna škofija
Naslovna škofija je bila ustanovljena leta 2000, ko je bil Anton Stres imenovan za pomožnega škofa Škofije Maribor. Naslovni škofje so bili do sedaj:
| #  | Slika                     | Ime         | Rojen                                        | Naslovni škof                | Škofovske službe |
| -- | ------------------------- | ----------- | -------------------------------------------- | ---------------------------- | --- |
| 1. | Klikni za spremembo slike | Anton Stres | 15. december 1942, · Donačka Gora, Slovenija | 13. maj 2000 – 7. april 2006 | pomožni škof Škofije Maribor (2000–2006) škof Škofije Celje (2006–2009) nadškof koadjutor Nadškofije Maribor (2009) nadškof Nadškofije Ljubljana (2010–2013) predsednik Slovenske škofovske konference (2010–2013) |
| 2. | Klikni za spremembo slike | Pavel Posád | 28. junij 1953, · Budkov, Češka              | 26. januar 2008 – danes      | škof Škofije Litoměřice (2004–2008) pomožni škof Škofije České Budĕjovice (2008–danes) |